# Czernica (ptak)
Czernica, kaczka czernica, kaczka czubata, kaczka czarnoczuba (Aythya fuligula) – gatunek średniej wielkości ptaka wodnego z rodziny kaczkowatych (Anatidae). Nie wyróżnia się podgatunków.

## Występowanie
Ptak ten zamieszkuje północną Eurazję w pasie od Islandii i Wielkiej Brytanii po Kamczatkę. Na południu osiąga Europę Środkową, północną Mongolię i Hokkaido – zasadniczo jest to pas pomiędzy 70°N a 48°N.
Populacje zachodnioeuropejskie są koczujące lub osiadłe, a północne wędrowne, przeloty w marcu–maju i sierpniu–grudniu. Zimują w Europie północno-zachodniej (dołączając do populacji osiadłej) i środkowej, w basenie Morza Śródziemnego i Czarnego, na Bliskim Wschodzie, w subsaharyjskiej Afryce, Azji Środkowej, subkontynencie indyjskim, południowo-wschodniej Azji oraz w Japonii i na Filipinach. Sporadycznie pojawiają się na Alasce oraz zachodnich i wschodnich wybrzeżach Ameryki Północnej.
Od XIX wieku zwiększała się jej liczebność i kolonizowała nowe obszary. Na początku XX wieku zasiedliła Europę Środkową, gdzie stała się jednym z liczniejszych gatunków kaczek. Od początku lat dziewięćdziesiątych XX w. notowano zasiedlanie południowych rejonów tej części Starego Kontynentu – czernica pojawiła się w Austrii i na Półwyspie Bałkańskim. Obecnie jej europejska populacja uważana jest za stabilną, choć w sześciu krajach jej liczebność spada.
W Polsce nieliczny ptak lęgowy, gnieździ się na całym niżu, jeszcze pod koniec XX w. miejscami uznawany za dość liczny. Zimuje na wybrzeżu Bałtyku i nad większymi rzekami na zachód od Wisły. Od lat 90. XX wieku populacja lęgowa w Polsce szybko się kurczy, z kolei populacja zimująca jest stabilna.

## Morfologia
WyglądSamiec w szacie godowej i spoczynkowej ma czarne ciało z metalicznym, fioletowym połyskiem na głowie, szyi i piersi. Boki, brzuch i lusterko białe w szacie godowej, a brudnobiałe w spoczynkowej. Dziób szary z czarnym paznokciem. Samica ciemnobrązowa z jasnym brzuchem i białym wąskim paskiem wokół nasady dzioba. Zarówno samiec, jak i samica mają z tyłu głowy czub, który jest dłuższy u samca, złożony ze zwisających, lśniących czarnych piór ozdobnych. Młode w szacie juwenalnej podobne do samicy, ale mają bardziej brązowe oko, są bardziej matowe i mają płowe (nie białe jak u samicy) pióra wokół dzioba.
Wymiary średnie
- Długość ciała ok. 40–47 cm
- Rozpiętość skrzydeł 68–89 cm
- Masa ciała ok. 500–1400 g

## Ekologia i zachowanie

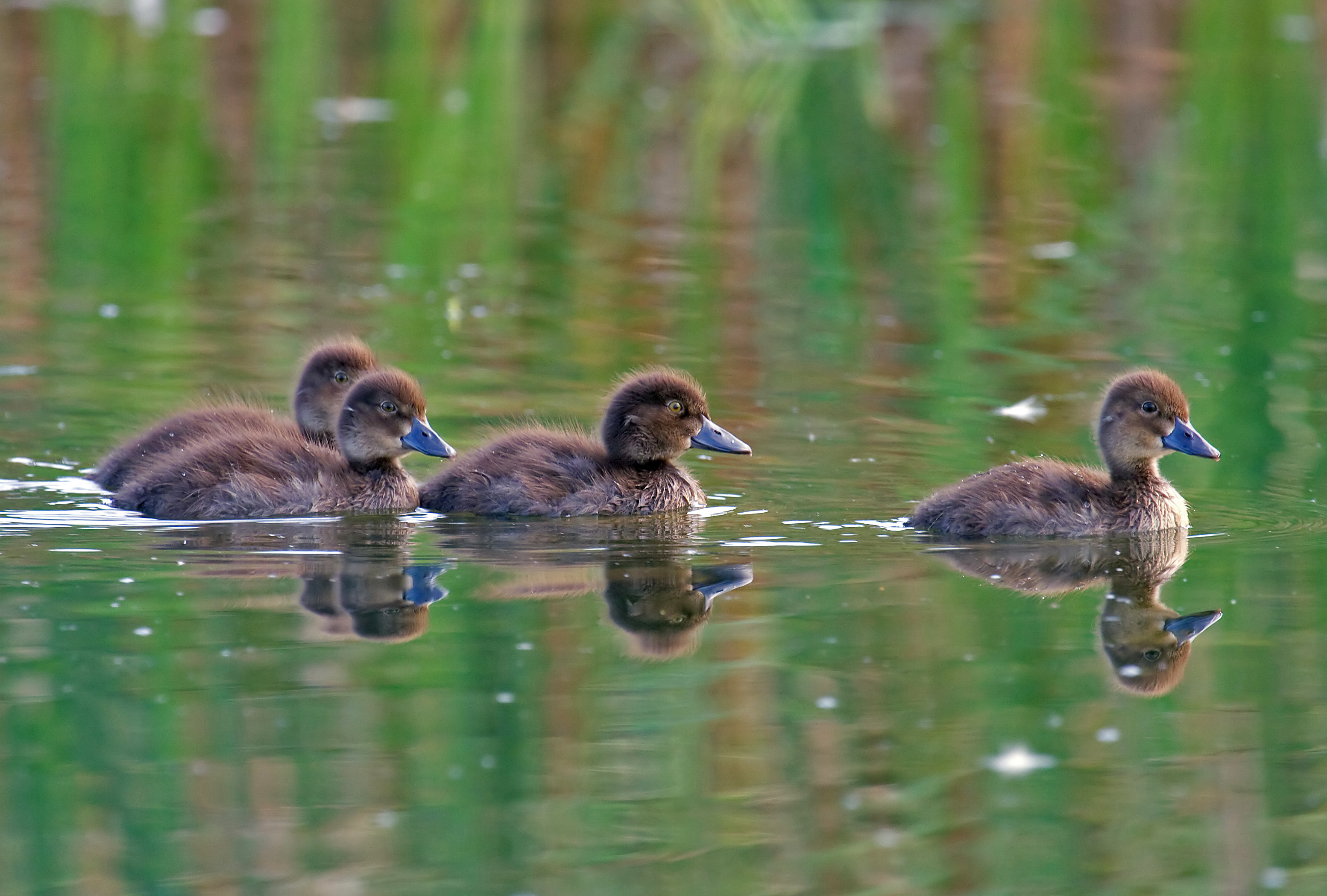
Kaczęta w ciemnym puchu

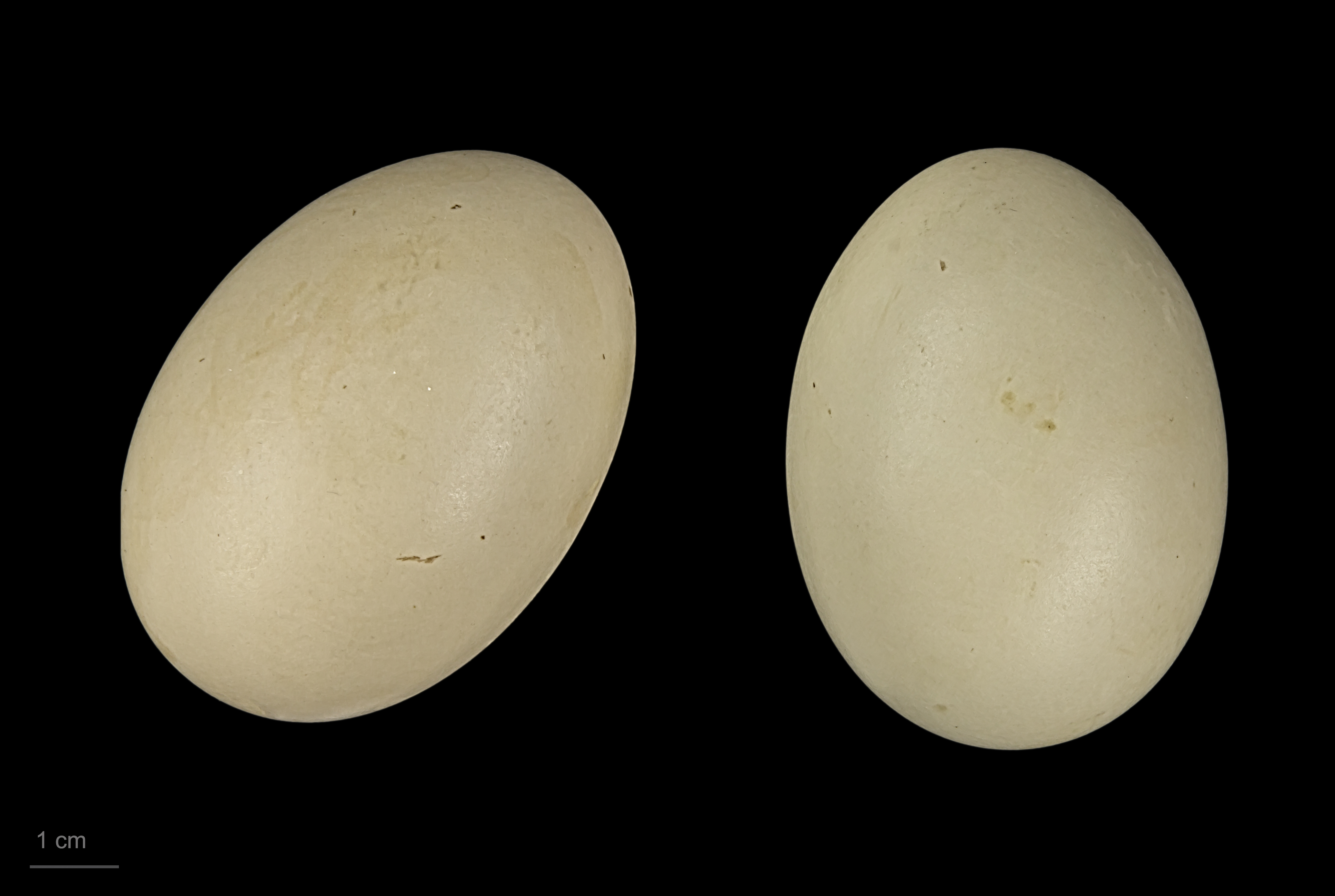
Jaja z kolekcji muzealnej

BiotopSłodkowodne zbiorniki wodne stojące lub o słabym prądzie, o gęsto zarośniętych brzegach i otwartym lustrze wody. Spotyka się ją jednak również na niewielkich, dość zarośniętych stawach, torfowiskach i mniej zarośniętych gliniankach. W większych europejskich miastach, jak Hamburg i Londyn, zasiedlają też miejskie sadzawki w parkach.
GłosW czasie toków kaczor wydaje zduszone „gui gui”, a kaczka chrapliwe „karr”.
GniazdoPary dobierają się jeszcze na zimowisku. Czernice wracają na lęgowiska stadami od marca do kwietnia. Gnieżdżą się dość późno, bo dopiero od czerwca do lipca. Gniazda zakładają w różnorodnych miejscach, ale blisko wody: na lądzie tuż przy brzegu, na zwałach trzciny lub pływającej platformie, a również na wysepkach, zbudowane ze świeżych roślin.
JajaW ciągu roku wyprowadza jeden lęg, składając w maju–czerwcu 3 do 20 (średnio 7–10) oliwkowo- lub zielonkawoszarych jaj o średnich wymiarach 59 × 41 mm i średniej masie około 56 g.
Okres lęgowyJaja wysiadywane są przez okres 23 do 28 dni przez samicę. Pisklęta, zagniazdowniki opuszczają gniazdo po około 12 godzinach, a usamodzielniają się po 45 do 50 dniach. Kaczęta mają ciemny puch. Potrafią latać po 7 tygodniach. Jesienne przeloty rozpoczynają się we wrześniu, a najintensywniej zachodzą w październiku.
PożywienieŻywi się drobnymi zwierzętami, głównie mięczakami, uzupełnione przez rośliny, głównie nasiona. Żeruje nurkując do 6–10 metrów głębokości.

## Status i ochrona
Międzynarodowa Unia Ochrony Przyrody (IUCN) uznaje czernicę za gatunek najmniejszej troski (LC – Least Concern) nieprzerwanie od 1988 roku. Liczebność światowej populacji w 2015 roku szacowano na około 2,6–2,9 miliona osobników. Globalny trend liczebności populacji uznawany jest za stabilny.
W Polsce gatunek łowny od 1 września do 31 grudnia. W latach 2013–2018 liczebność populacji lęgowej czernicy na terenie kraju szacowano na 2000–5000 par. Ze względu na notowany od kilkudziesięciu lat spadek liczebności krajowej populacji lęgowej (o około 63% w latach 1980–2018), Polski Komitet Krajowy Międzynarodowej Unii Ochrony Przyrody (IUCN) w maju 2019 r. przyjął uchwałę wzywającą do objęcia czernicy ścisłą ochroną gatunkową. Liczebność populacji zimującej w Polsce w latach 2013–2018 szacowano na co najmniej 11 300 – 58 700 osobników. Według danych długoterminowych liczebność populacji zimującej uznawana jest za stabilną, choć w latach 2011–2018 odnotowano jej wzrost o około 28%. Na Czerwonej liście ptaków Polski czernica została sklasyfikowana jako gatunek bliski zagrożenia (NT).